# Хафизов, Сангин
Сангин Хафизов — советский хозяйственный, государственный и политический деятель.

## Биография
Родился в 1937 году в Душанбе. Член КПСС с 1965 года.
С 1962 года — на хозяйственной, общественной и политической работе. В 1962—1997 гг. — преподаватель культпросветшколы в Ленинском районе, заместитель секретаря комитета комсомола Ленинского производственного управления, первый секретарь Ленинского райкома ЛКСМ Таджикистана, первый заместитель председателя, председатель Ленинского райисполкома, первый секретарь Ленинабадского райкома Компартии Таджикистана, заместитель министра культуры Таджикской ССР, директор музея Минкультуры Республики Таджикистан.
Избирался депутатом Верховного Совета Таджикской ССР 9-10-го созывов.
Жил в Душанбе.